# Jukolakavlen
Jukolakavlen (Jukolan viesti) är världens största orienteringsstafett som årligen arrangeras under den andra veckan i juni, någonstans i Finland.
Stafetten består av sju sträckor, varav de första springs på natten, av varierande längd och karaktär.
Runt 1 500 lag brukar finnas på startlinjen varje år. Av dessa är många motionärer, men kampen om segern avgörs mellan världens absolut bästa orienterare.
Namnet på och upplägget av stafetten har hämtat inspiration i boken Sju bröder av Aleksis Kivi.
Kaukametsäläiset
-föreningen äger alla rättigheter för kavlen.

## Venlakavlen
Först fanns bara kavlen för män, men år 1951 fick kvinnorna en egen personlig tävling och från år 1978 har det ordnats också kavlen, Venlakavlen, för kvinnor. Venlakavlen består av 4 sträckor och lockar varje år runt 1400 lag.

## Ungdomens Jukola
Från år 1986 har det också ordnats en egen Jukolakavlen för ungdomar, för flickor och pojkar i åldern 11-18 år. Ungdomskavlen ordnas i augusti.

## Statistik Jukolakavlen
| År   | Antal startande lag | Antal fullföljande lag | Segrande klubb            |
| ---- | ------------------- | ---------------------- | ------------------------- |
| 1949 | 41                  | 15                     | Helsingin Suunnistajat    |
| 1950 | 62                  | 45                     | Helsingin Suunnistajat    |
| 1951 | 71                  | 37                     | IK Örnen                  |
| 1952 | 83                  | 57                     | Helsingin Suunnistajat    |
| 1953 | 82                  | 31                     | Helsingin Suunnistajat    |
| 1954 | 96                  | 71                     | Hämeenlinnan Suunnistajat |
| 1955 | 115                 | 83                     | Asikkalan Raikas          |
| 1956 | 127                 | 38                     | Helsingin Suunnistajat    |
| 1957 | 108                 | 59                     | Helsingin Suunnistajat    |
| 1958 | 119                 | 95                     | XYZ                       |
| 1959 | 134                 | 112                    | Asikkalan Raikas          |
| 1960 | 132                 | 111                    | Helsingin Suunnistajat    |
| 1961 | 143                 | 113                    | Tampereen Pyrintö         |
| 1962 | 173                 | 119                    | Tampereen Pyrintö         |
| 1963 | 154                 | 86                     | Tampereen Pyrintö         |
| 1964 | 178                 | 136                    | Tampereen PU              |
| 1965 | 210                 | 195                    | IFK Hedemora              |
| 1966 | 225                 | 176                    | Tampereen Kilpa-Veljet    |
| 1967 | 264                 | 214                    | Asikkalan Raikas          |
| 1968 | 300                 | 238                    | Asikkalan Raikas          |
| 1969 | 327                 | 280                    | Liedon Parma              |
| 1970 | 383                 | 250                    | Helsingin Suunnistajat    |
| 1971 | 329                 | 264                    | IK Örnen                  |
| 1972 | 443                 | 365                    | Liedon Parma              |
| 1973 | 435                 | 308                    | Angelniemen Ankkuri       |
| 1974 | 411                 | 344                    | Liedon Parma              |
| 1975 | 475                 | 384                    | Alavuden Urheilijat       |
| 1976 | 453                 | 406                    | Gustavsbergs IF           |
| 1977 | 471                 | 395                    | Tampereen Yritys          |
| 1978 | 545                 | 490                    | Järvenpään Palo           |
| 1979 | 594                 | 523                    | Lyn                       |
| 1980 | 508                 | 455                    | OK Ravinen                |
| 1981 | 753                 | 495                    | Almby IK                  |
| 1982 | 728                 | 647                    | OK Ravinen                |
| 1983 | 807                 | 742                    | Vehkalahden Veikot        |
| 1984 | 920                 | 859                    | Almby IK                  |
| 1985 | 937                 | 838                    | Almby IK                  |
| 1986 | 991                 | 945                    | IFK Södertälje            |
| 1987 | 1052                | 989                    | Hiidenkiertäjät           |
| 1988 | 976                 | 874                    | Bækkelagets SK            |
| 1989 | 1067                | 956                    | NTHI                      |
| 1990 | 1109                | 1011                   | NTHI                      |
| 1991 | 1144                | 1061                   | IFK Södertälje            |
| 1992 | 1131                | 1050                   | IK Hakarpspojkarna        |
| 1993 | 1051                | 982                    | Halden Skiklubb           |
| 1994 | 982                 | 873                    | Turun Suunnistajat        |
| 1995 | 1107                | 989                    | NTHI                      |
| 1996 | 1049                | 963                    | Turun Suunnistajat        |
| 1997 | 1172                | 1057                   | Halden Skiklubb           |
| 1998 | 1224                | 1113                   | Halden Skiklubb           |
| 1999 | 1226                | 1109                   | Bækkelagets SK            |
| 2000 | 1134                | 960                    | Halden Skiklubb           |
| 2001 | 1189                | 1042                   | Turun Suunnistajat        |
| 2002 | 1256                | 1063                   | Bäkkelagets SK            |
| 2003 | 1205                | 1053                   | Halden Skiklubb           |
| 2004 | 1314                | 1137                   | Kalevan Rasti             |
| 2005 | 1331                | 1130                   | Kalevan Rasti             |
| 2006 | 1337                | 1115                   | Vehkalahden Veikot        |
| 2007 | 1370                | 1151                   | Kalevan Rasti             |
| 2008 | 1459                | 1172                   | Delta                     |
| 2009 | 1412                | 1265                   | Kristiansand OK           |
| 2010 | 1535                | 1112                   | Halden Skiklubb           |
| 2011 | 1501                | 1295                   | Halden Skiklubb           |
| 2012 | 1669                | 1391                   | Kalevan Rasti             |
| 2013 | 1607                | 1382                   | Kalevan Rasti             |
| 2014 | 1628                | 1357                   | Kalevan Rasti             |
| 2015 | 1787                | 1518                   | Kristiansand OK           |
| 2016 | 1717                | 1375                   | Koovee                    |
| 2017 | 1555                | 1352                   | IFK Göteborg              |
| 2018 | 1892                | 1294                   | Koovee                    |
| 2019 | 1950                | 1652                   | Stora Tuna OK             |
| 2020 |                     |                        | Inställt                  |
| 2021 | 952                 | 749                    | Stora Tuna OK             |
| 2022 | 1536                | 1278                   | Stora Tuna OK             |
| 2023 | 1679                | 1410                   | Stora Tuna OK             |
| 2024 | 1626                | 1403                   | Stora Tuna OK             |
| 2025 |                     |                        | Stora Tuna OK             |

## Statistik Venlakavlen
| År   | Antal startande lag | Antal fullföljande lag | Segrande klubb      |                                                                                         |
| ---- | ------------------- | ---------------------- | ------------------- | --------------------------------------------------------------------------------------- |
| 1978 | 190                 | 174                    | Sippurasti          | Hilkka Karjalainen, Helena Kattelus, Mirja Puhakka                                      |
| 1979 | 225                 | 209                    | Kalevan Rasti       | Leena Silvennoinen, Hennariikka Lonka, Annariitta Lonka                                 |
| 1980 | 191                 | 178                    | Hiidenkiertäjät     | Seija-Sinikka Lähteilä, Pirkko Sassi, Helena Mannervesi                                 |
| 1981 | 271                 | 199                    | Bækkelagets SK      | Tine Fjogstad, Toril Hallan, Gabrielle Welle-Strand, Brit Volden                        |
| 1982 | 237                 | 228                    | Stora Tuna IK       | Anne Bössfall, Karin Gunnarsson, Ylva Grape, Annichen Kringstad                         |
| 1983 | 310                 | 285                    | Almby IK            | Ewy Branth, Karin Schagerström, Ingrid Svensson, Karin Rabe                             |
| 1984 | 371                 | 350                    | Stora Tuna IK       | Anne Bössfall, Ingrid Lentz, Annichen Kringstad, Karin Gunnarsson                       |
| 1985 | 403                 | 386                    | Stora Tuna IK       | Ylva Grape, Karin Gunnarsson, Anne Bössfall, Annichen Kringstad                         |
| 1986 | 441                 | 419                    | Halden SK           | Anne-Marie Solheim, Anne Line Nydal, Ragnhild Andersen, Jorunn Teigen                   |
| 1987 | 476                 | 447                    | OK Hedströmmen      | Terese Eriksson, Maria Eriksson, Mia Haglund, Kerstin Haglund                           |
| 1988 | 423                 | 398                    | Halden SK           | Lena C Puck, Jorunn Teigen, Anne Line Nydal, Ragnhild B. Andersen                       |
| 1989 | 519                 | 483                    | Helsingin NMKY      | Annamari Vierikko, Marita Kymäläinen, Ulla Mänttäri, Kirsi Tiira                        |
| 1990 | 573                 | 548                    | Halden SK           | Berit Sofie Grydland, Trine Antonsen, Anne Line Nydal, Ragnhild B. Andersen             |
| 1991 | 543                 | 512                    | IFK Södertälje      | Anita Seger, Elisabeth Drotz, Arja Hannus, Katarina Borg                                |
| 1992 | 578                 | 554                    | Kalevan Rasti       | Elina Raijas, Hennariikka Lonka, Heidi Haapasalo, Tarja Silvennoinen                    |
| 1993 | 545                 | 518                    | Rastikarhut         | Tiina Jukkola, Mari Aarikka, Riikka Ankelo, Marja Pyymäki                               |
| 1994 | 486                 | 455                    | Tampereen Pyrintö   | Tiina Juntunen, Henna-Riikka Huhta, Tarja Pyymäki, Annika Viilo                         |
| 1995 | 597                 | 537                    | Liedon Parma        | Kylli Kaljus, Outi Sareila, Anniina Paronen, Reeta-Mari Kolkkala                        |
| 1996 | 535                 | 511                    | Bækkelagets SK      | Torunn Fossli-Sethre, Hanne Sandstad, Yvette Hague, Hanne Staff                         |
| 1997 | 645                 | 604                    | Bækkelagets SK      | Torunn Fossli-Sethre, Yvette Hague, Hanne Staff, Hanne Sandstad                         |
| 1998 | 667                 | 635                    | Angelniemen Ankkuri | Monica Boström, Marika Mikkola, Kirsi Tiira, Johanna Asklöf                             |
| 1999 | 678                 | 630                    | Tampereen Pyrintö   | Riina Kuuselo, Satu Vesalainen, Annika Viilo, Liisa Anttila                             |
| 2000 | 622                 | 575                    | Liedon Parma        | Katja Peltola, Anniina Paronen, Reeta-Mari Kolkkala, Kylli Kaljus                       |
| 2001 | 689                 | 639                    | Liedon Parma        | Katja Peltola, Outi Sareila, Anniina Paronen, Reeta-Mari Kolkkala                       |
| 2002 | 728                 | 694                    | Turun Suunnistajat  | Bohdana Terova, Vroni König-Salmi, Terhi Holster, Simone Niggli-Luder                   |
| 2003 | 708                 | 646                    | Tampereen Pyrintö   | Satu Vesalainen, Heidi Haapasalo, Maria Rantala, Liisa Anttila                          |
| 2004 | 796                 | 764                    | Ulricehamns OK      | Stina Grenholm, Martina Fritschy, Jenny Johansson, Simone Niggli-Luder                  |
| 2005 | 841                 | 770                    | Ulricehamns OK      | Alexandra Vejedal, Stina Grenholm, Jenny Johansson, Simone Niggli-Luder                 |
| 2006 | 854                 | 798                    | Ulricehamns OK      | Göril Fristad, Martina Fritschy, Jenny Johansson, Simone Niggli-Luder                   |
| 2007 | 904                 | 797                    | Asikkalan Raikas    | Hannele Valkonen, Kirsi Vanhalakka, Sirkka-Liisa Huusari, Minna Kauppi                  |
| 2008 | 971                 | 866                    | Domnarvets GoIF     | Emma Johansson, Karolina Arewång-Höjsgaard, Eva Juřeníková, Dana Brožková               |
| 2009 | 978                 | 911                    | Ulricehamns OK      | Ida Bobach, Maja Alm, Jenny Johansson, Simone Niggli-Luder                              |
| 2010 | 1083                | 997                    | Tampereen Pyrintö   | Venla Niemi, Saila Kinni, Riina Kuuselo, Anni-Maija Fincke                              |
| 2011 | 1082                | 980                    | Domnarvets GoIF     | Emma Johansson, Karolina Höjsgaard, Eva Juřeníková, Lena Eliasson                       |
| 2012 | 1266                | 1145                   | Halden SK           | Vendula Klechová, Ida Marie Näss Björgul, Mari Fasting, Anne Margrethe Hausken Nordberg |
| 2013 | 1210                | 1141                   | OK Pan Århus        | Ida Bobach, Miri Thrane Ödum, Maja Alm, Emma Klingenberg                                |
| 2014 | 1211                | 1139                   | OK Pan Århus        | Emma Klingenberg, Signe Søes, Maja Alm, Ida Bobach                                      |
| 2015 | 1417                | 1305                   | Domnarvets GoIF     | Dana Safka Brožková, Karolina Arewång-Höjsgaard, Lena Eliasson, Emma Johansson          |
| 2016 | 1391                | 1237                   | Halden SK           | Sabine Hauswirth, Hollie Orr, Anni-Maija Fincke, Mari Fasting                           |
| 2017 | 1310                | 1182                   | Alfta-Ösa OK        | Galina Vinogradova, Josefine Heikka, Sara Eskilsson, Natalia Gemperle                   |
| 2018 | 1618                | 1518                   | Stora Tuna OK       | Anna Mårsell, Magdalena Olsson, Julia Jakob, Tove Alexandersson                         |
| 2019 | 1692                | 1624                   | Fredrikstad SK      | Marianne Riddervold Kahrs, Marie Olaussen, Marianne Andersen, Kamilla Olaussen          |
| 2020 |                     |                        | Inställt            |                                                                                         |
| 2021 | 782                 | 692                    | Alfta-Ösa OK        | Irina Nyberg, Josefine Heikka, Jana Knapova, Natalia Gemperle                           |
| 2022 | 1367                | 1270                   | IFK Göteborg        | Victoria Hæstad Bjørnstad, Sanna Fast, Elin Månsson, Sara Hagström                      |
| 2023 | 1523                | 1437                   | IFK Göteborg        | Ingrid Lundanes, Simona Aebersold, Sanna Fast, Sara Hagström                            |
| 2024 | 1426                | 1246                   | Stora Tuna OK       | Rebecka Heinrup, Marie Olaussen, Magdalena Olsson, Tove Alexandersson                   |
| 2025 |                     |                        | IFK Göteborg        | Malin Agervig-Kristiansson, Simona Aebersold, Sara Hagström, Sanna Fast                 |

## Mest framgångsrika länder
| Land    | Antal segrar |
| ------- | ------------ |
| Finland | 38           |
| Norge   | 15           |
| Sverige | 10           |